# Zatarcie skazania
Zatarcie skazania – instytucja prawa karnego, która powoduje uznanie skazania za przestępstwo za niebyłe po upływie określonego czasu. Stanowi narzędzie ułatwiające resocjalizację (powrót do społeczeństwa) osób, które odbyły karę.

## Rys historyczny
Pierwotnie występująca forma piętnowania, polegająca na oznaczeniu na ciele skazanego jego karalności, rozwinęła się współcześnie w istnienie rejestrów karnych zawierających dane dotyczące osób uprzednio karanych.
Już w 1890 r. na IV Kongresie Międzynarodowym Karnym i Penitencjarnym w Petersburgu stwierdzono, że zbyt swobodne posługiwanie się rejestrem karnym stanowi rzeczywistą przeszkodę pomocy więźniom, utrudnia znalezienie im pracy i jest niekiedy powodem recydywy zwolnionych więźniów. Problematyka ta była także przedmiotem dyskusji na późniejszych kongresach. W okresie powojennym szeroko dyskutowano nad tym zagadnieniem na XII Kongresie Karnym i penitencjarnym w Hadze w 1950 r.
Zagadnienie to można zresztą rozpatrywać albo z pozycji koncepcji najdalej idącej – pozostawienie piętna skazania do końca życia, albo uznania osoby natychmiast po odbyciu kary za niekaraną, albo przyjąć rozwiązanie pośrednie, polegające na uznaniu za niebyłe skazania po pewnym określonym czasie. To ostatnie przyjmuje większość kodeksów karnych, w tym także polski.

## Rola społeczna
Instytucja zatarcia skazania powoduje uznanie skazania za niebyłe. Oznacza to, że osoba, co do której nastąpiło skazanie, jest uważana za niekaraną, a z zatartego skazania nie można wyciągnąć żadnych skutków prawnych (jest to przykład fikcji prawnej). Z Krajowego Rejestru Karnego jest usuwana karta karna. Tak więc osoba, wobec której zastosowano zatarcie skazania, może w stosunkach prawnych występować jako niekarana. Z socjologicznego punktu widzenia zatarcie skazania ma pełnić funkcję ułatwiającą integrację skazanego ze społeczeństwem. Zatarcie skazania w polskim Kodeksie karnym z 1997 r. następuje z mocy prawa lub na wniosek skazanego.
Wpis o karalności, zwłaszcza gdy dotyczy przestępstwa popełnionego umyślnie, znacznie pogarsza szanse starającego się o pracę. Karty dotyczące karalności są również niezbędnym dokumentem, który należy złożyć w przypadku starań o wpis na listę radców prawnych czy adwokatów. W przypadku kandydatów na urzędników państwowych same urzędy występują o odpowiednie dane do Krajowego Rejestru Karnego. Z kolei wobec spotykanych nieprawidłowości w działaniach organów ochrony prawnej, zdarza się, że osoba, wobec której przez długi okres toczy się postępowanie karne, nie wie w którym momencie postępowanie wobec niej może być umorzone.
Zatarcie skazania pełni ważną rolę społeczną. Prawidłowe funkcjonowanie tych instytucji prawa karnego materialnego, ich powszechna znajomość wpłynęły na pewność sytuacji prawnej obywateli. Mają więc one niebagatelny wpływ na życie społeczne w państwie.
Współcześnie zatarcie skazania powoli staje się instytucją martwą, gdyż w wielu zawodach zaufania publicznego wymagany jest tak zwany nieskazitelny charakter, co oznacza niefigurowanie w krajowym rejestrze karnym oraz rejestrach policyjnych. Dane z tych rejestrów nie są usuwane pomimo zatarcia skazania. W kontekście wyroku wojewódzkiego sądu administracyjnego z dnia 14 marca 2011 roku figurujący w żaden sposób nie może domagać się ich usunięcia.

## Zatarcie skazania w Polsce
Zatarcie skazania w przypadku skazania na karę pozbawienia wolności następuje z mocy prawa z upływem 10 lat od wykonania lub darowania kary albo od przedawnienia jej wykonania (art. 107 § 5 i 6 k.k.).
W przypadku kary pozbawienia wolności, jeżeli nie przekracza 3 lat, sąd może na wniosek skazanego zarządzić zatarcie już po upływie 5 lat od wykonania, darowania lub przedawnienia jej wykonania (art. 107 § 2 k.k.). Warunkiem bezwzględnym jest jednak to, aby w tym okresie skazany przestrzegał porządku prawnego.
W razie skazania na karę dożywotniego pozbawienia wolności zatarcie następuje z mocy prawa z upływem 10 lat od darowania kary albo od przedawnienia jej wykonania. Jeżeli sprawca czynu zabronionego przez ustawę karną był skazany na karę ograniczenia wolności, zatarcie skazania następuje z mocy prawa z upływem 3 lat, a w przypadku skazania na grzywnę – po upływie roku, od wykonania lub darowania kary albo przedawnienia jej wykonania.
W przypadku odstąpienia od wymierzenia kary zatarcie skazania następuje z mocy prawa z upływem roku od wydania prawomocnego orzeczenia. Jeżeli orzeczono środek karny, przepadek lub środek kompensacyjny, zatarcie skazania nie może nastąpić przed jego wykonaniem, darowaniem albo przedawnieniem jego wykonania. Zatarcie skazania nie może nastąpić również przed wykonaniem środka zabezpieczającego. W przypadku gdy na sprawcy ciążą dwa lub więcej skazań nie pozostających w zbiegu przestępstw, jak również jeśli skazany po rozpoczęciu, lecz po upływie okresu wymagającego do zatarcia skazania ponownie popełnił przestępstwo, dopuszczalne jest tylko zatarcie wszystkich skazań. Zatarcie skazania musi doprowadzić do pełnego wykreślenia przestępstwa z karty karnej skazanego. Nie jest dopuszczalne wykreślanie skazań na raty tylko w stosunku do niektórych zamieszczonych w karcie karnej czynów. Nie może być sytuacji, gdy zaciera się jedno skazanie, a inne pozostają; zasada ta dotyczy zarówno zatarć i skazania z mocy prawa, jak i tych dokonywanych na wniosek skazanego. Zatarcie skazania może nastąpić także wskutek zmiany ustawodawstwa, gdy według nowej ustawy czyn nie jest już zabroniony pod groźbą kary (art. 4 § 4 k.k.), oraz w wypadku pomyślnego upływu okresu próby, na którą warunkowo zawieszono karę pozbawienia wolności, oraz dodatkowo roku (art. 76 § 1 k.k.).

## Przestępstwa, które nie ulegają zatarciu
Zatarciu skazania (w Polsce) nie podlegają przestępstwa przeciwko wolności seksualnej i obyczajności, jeśli pokrzywdzonym była osoba poniżej 15. roku życia, jeśli skazanie nastąpiło bez zawieszenia kary (art. 106a k. k.).